# Центральна районна бібліотека імені Євгена Плужника
Центральна районна бібліотека імені Є. Плужника Шевченківського району м. Києва. Станом на листопад 2023 р. не функціонує через примусове виселення, та непридатність нового приміщення до використання.

## Опис
До виселення площа приміщення бібліотеки становила 220 м², книжковий фонд — 59,7 тис. примірників. Щорічно обслуговувалося 5,7 тис. користувачів, кількість відвідувань за рік — 30,0 тис., книговидач — 98,0 тис. примірників.
Після переселення на Шулявку книжковий фонд становить понад 45 тисяч примірників.

## Історія
Заснована у грудні 1948 року. Наприкінці серпня 1952 року бібліотеці тоді Ленінського району було надано приміщення в новобудові за адресою вулиця Прорізна, 15, в якому бібліотека розташовувалась до 1 липня 2021 року.
З 1992 року бібліотека носить ім'я визначного українського поета, лірика Євгена Плужника, який жив і працював у будинку поруч з бібліотекою. З жовтня 2002 року бібліотека очолює Центральну бібліотечну систему (ЦБС) Шевченківського району. Читачами бібліотеки є відомі діячі культури й мистецтва Ада Роговцева, Ірина Дутка, Іван Карабиць, Ірина Миколаєва та ін. До послуг користувачів:
- систематична картотека статей; краєзнавча картотека, картотека театральних та кіносценаріїв;
- можливість користуватись єдиним фондом бібліотек району та фондами бібліотек міста (ВСО, МБА);
- оперативне інформування про нові надходження літератури.

Цікавий досвід роботи має бібліотека з депутатським корпусом району, громадськими організаціями й об'єднаннями.

## Виселення з центру міста
В липні 2018 з'явилася інформація про те, що Національне агентство з питань державної служби (яке є балансоутримувачем будинку, в якому працює бібліотека) не хоче продовжувати строк оренди приміщення, в якому працює бібліотека, оскільки у приміщенні бібліотеки планують створити «Центр оцінювання державних службовців», і 12 липня керівництво бібліотеки отримало вимогу «забезпечити вивільнення зазначених приміщень до 27.07.2018 року (включно)» (саме тоді закінчується строк оренди). Це не перша спроба виселення бібліотеки, зокрема в 2011, за інформацією, наданою самою бібліотекою, Національне агентство з питань державної служби планувало розмістити у приміщенні бібліотеки «Інформаційно-ресурсний центр з питань адміністративної реформи» (чи то зменшивши площу бібліотеки, чи то виселивши її загалом); причому ще раніше вже відбувалися прецеденти виселення інших київських бібліотек, незважаючи на постанову Верховної Ради України від 16 січня 2009 року № 901-VI (901-17) «Про запровадження мораторію на виселення редакцій друкованих засобів масової інформації, закладів культури, у тому числі бібліотек, видавництв, книгарень, підприємств з розповсюдження книг та преси» [Архівовано 20 липня 2018 у Wayback Machine.]. На сайті-сервісу електронних петицій Київської міської ради створена петиція щодо недопущення виселення бібліотеки.
У травні 2020 Національне агентство України з питань державної служби, в особі в.о. голови НАДС Володимира Купрія, знов подало позов проти Центральної бібліотечної системи Шевченківського району, про виселення з приміщення на вулиці Прорізній, 15 бібліотеки імені Євгена Плужника.
У підсумку, 1 липня 2021 року бібліотека була виселена з центру міста та переселена на Шулявку у малопристосоване приміщення на вулиці Ярмоли, 4. Pаступниця директора ЦБС Шевченківського району Олена Урванцева так описала нове приміщення бібліотеки:
|  | Порівняно з тим приміщенням, яке ми займаємо, це сарай з пліснявою без ніякого ремонту взагалі. У площі ми втрачаємо приблизно 100 метрів: зараз вона займає 315 метрів, а там має бути розміщена на 216 метрах. |